# 엔들리스 러브
《엔들리스 러브》(Endless Love)는 2014년 공개된 미국의 로맨틱 드라마 영화로, 1981년 영화 《끝없는 사랑》의 리메이크 작품이다.

## 줄거리
17살의 제이드 버터필드는 뛰어난 성적으로 고등학교를 졸업하지만, 학업에만 집중하느라 친구가 거의 없다. 데이비드는 그녀를 오랫동안 짝사랑했지만 고백하지 못했다. 제이드는 졸업 선물로 파티를 열고 싶어 하고, 데이비드를 포함한 반 전체 학생들을 초대한다. 파티는 처음에는 제이드 부모님의 친구들만 있었지만, 데이비드가 다른 파티를 망쳐서 모두 제이드 파티로 오게 만든다.
파티는 음악과 웃음, 춤으로 가득 차고, 제이드와 데이비드는 정전 중 옷장에서 키스하려다 제이드 아버지에게 들킨다. 제이드 아버지는 데이비드를 못마땅해하며, 그가 딸의 의대 인턴십에 부정적인 영향을 줄 것이라 생각한다. 데이비드는 제이드의 죽은 오빠 차를 고쳐 제이드 아버지에게 잘 보이려 하지만, 오히려 반감을 산다. 늦은 밤, 제이드는 데이비드를 방으로 몰래 들여 둘은 사랑을 나눈다.
제이드는 여름 동안 데이비드와 함께 보내기 위해 인턴십을 포기하고, 이에 화가 난 아버지는 가족을 별장으로 데려가려 한다. 제이드와 데이비드는 몰래 별장에서 다시 만나지만, 제이드 아버지는 여전히 데이비드를 싫어한다. 어느 날 밤, 데이비드는 제이드 아버지가 친구와 바람피우는 것을 목격한다. 다음 날, 제이드 아버지는 이를 비밀로 해달라고 데이비드를 협박한다.
데이비드와 제이드 커플은 친구들과 함께 동물원에 몰래 들어가지만, 질투심에 눈이 먼 옛 여자친구의 신고로 경찰에 잡힌다. 제이드 아버지는 데이비드를 감옥에서 꺼내주는 대신 제이드와 헤어지라고 강요하고, 제이드는 예정대로 인턴십을 떠난다. 제이드 아버지는 데이비드가 제이드를 버렸다고 거짓말하지만, 제이드는 이를 믿지 않고 집에서 도망친다. 제이드는 데이비드가 옛 여자친구와 있는 것을 보고 오해하고 싸우다 교통사고를 당한다.
병원에서 제이드 아버지는 데이비드의 접근을 막기 위해 접근 금지 명령을 받는다. 퇴원 후 제이드는 데이비드가 자신을 배신하지 않았음을 깨닫고 그에게 연락하려 하지만, 접근 금지 명령 때문에 만날 수 없다. 시간이 흘러 서로 다른 사람을 만나보려 하지만, 둘 다 행복하지 못하다.
제이드의 어머니는 데이비드를 만나 둘의 사랑을 지지하며, 제이드가 집에 돌아올 때 공항에서 만나게 해준다. 제이드와 데이비드는 다시 사랑을 확인하고 함께 도망갈 계획을 세운다. 제이드의 어머니는 아버지에게 데이비드를 망치려는 집착을 비난하고, 제이드의 형은 아버지에게 오빠를 잃은 슬픔 때문에 가족이 파괴되었다고 말한다. 
제이드 아버지는 제이드와 데이비드가 떠나려는 것을 알고 화를 내며 데이비드를 공격한다. 그 과정에서 불이 나고 데이비드는 제이드 아버지를 구하려다 기절한다. 제이드 아버지는 데이비드를 구하고 둘은 화해한다. 제이드의 부모님은 헤어지기로 하지만 서로의 사랑을 되찾기로 결심한다. 제이드와 데이비드는 형의 결혼식에서 들러리와 들러리를 맡게 되고, 해변에서 영원한 사랑을 약속한다.

## 배역
- 앨릭스 페티퍼 - 데이비드 엘리엇 역
- 개브리얼라 와일드 - 제이드 버터필드 역
- 브루스 그린우드 - 휴 버터필드 역
- 조엘리 리처드슨 - 앤 버터필드 역
- 로버트 패트릭 - 해리 엘리엇 역
- 리스 웨이크필드 - 키스 버터필드 역
- 다요 오케니이 - 메이스 역
- 에마 리그비 - 제니 역
- 애나 엥거 - 서빈 역
- 패트릭 존슨 - 크리스 버터필드 역

## 같이 보기
- 끝없는 사랑 (1981년 영화)